# Diamela Eltit
Diamela Eltit (Santiago del Cile, 1949) è una scrittrice cilena.
 Nel 2018 ha vinto il Premio Nazionale di Letteratura e nel 2021 il Premio FIL di letteratura nelle lingue romanze.

## Biografia
È nata a Santiago di Cile, circoscrizione Università, il 24 agosto di 1949, figlia di Carlo Humberto Eltit González e María Raquel González González.

### Carriera lavorativa
Tra 1966 e 1970 frequenta l'Università Cattolica del Cile e nel 1971 acquisisce il titolo di professoressa di Castigliano per la scuola pubblica. Tra 1973 e 1976 realizza studi di post laurea nel Dipartimento di Studi umanistici dell'Università del Cile per conseguire la laurea in Letteratura.
A partire dal 1977 avvia una lunga carriera come professoressa in diverse scuole, tra cui il Liceo Nazionale e il Liceo Carmela Carvajal di Prat. Nel 1984 realizza i suoi primi corsi universitari all'Università "ARCIS" di Santiago. Successivamente tiene lezioni in diverse università cilene e straniere e si affilia all'Università Tecnologica Metropolitana, stabilendo un rapporto che dura a tutt'oggi, e dirige alcuni laboratori letterari
Nel corso degli ultimi trenta anni ha tenuto conferenze e partecipato a seminari e convegni in diverse università cilene, latinoamericane, nordamericane e europee. All'estero è stata professoressa invitata nelle Università di Stanford, Washington in Saint Louis, Columbia, Johns Hopkins, Pittsburgh, Virginia, Berkeley e New York University, nella quale dal 2007 è Professoressa del corso di Scrittura Creativa in Spagnolo. Nell'anno accademico 2014-2015 è stata nominata alla Cattedra Simón Bolívar nel Centro di Studi latinoamericani dell'Università di Cambridge.

### Vita artistica
Nel 1979, quando era una studentessa di letteratura nell'Università di Cile, ha fondato con Raúl Zurita, Lotty Rosenfeld, Juan Castello e Fernando Balcells il Collettivo di Azioni di Arte (CADA) che è stato parte importante della denominata Scena di Avanzata. CADA cercava di riformulare i circuiti artistici sotto la dittatura militare di Augusto Pinochet.
Nel 1980 Eltit ha pubblicato il suo primo libro —Un miglio di croci sul pavimento—, un volume di saggi. L'anno precedente aveva già fatto incusioni nella narrativa, ma il suo primo romanzo —Lumpérica— è stato pubblicato nel 1983.
Nell'articolo dedicato a Eltit nel portale culturale Memoria Cilena, si spiega che "il decennio di 1980 è stato particolarmente complicato per gli intellettuali cileni, che hanno dovuto ricorrere a diverse strategie per diffondere le loro opere in un ambiente culturale in cui vigeva la censura. In questo contesto, le pubblicazioni di donne sono state un grande apporto, poiché hanno generato innovativi spazi di riflessione su soggetti politici contingenti e altri argomenti di interesse, come la sessualità, l'autoritarismo, le politiche del quotidiano e l'identità di genere. In questa nuova generazione di scrittrici si trovava Eltit, che non solo ha articolato un innovativo progetto di scrittura —una proposta teorica, estetica, sociale e politica da un nuovo spazio di lettura—, ma ha anche sviluppato un lavoro visuale come integrante del CADA.
Tanto in Lumpérica come nel romanzo che seguì tre anni in più tardi, Per la patria, Eltit "ha lavorato dai margini, costruendo quello che si è chiamato uno spazio di resistenza e critica ai diversi poteri che governavano il paese". Ne Il quarto mondo, 1988, "ha affrontato la riflessione sull'identità latinoamericana e quello meticcio". L'anno seguente ha pubblicato il suo primo libro di testimonianze, Mio padre, "dove ha scritto sulla frammentazione, la corruzione, la violenza e la nazione degradata".
A partire dal 1990, l'opera di Diamela Eltit si circoscrisse al momento di ridemocratizzazione nazionale. Nel 1991 ha viaggiato in Messico come agente culturale (carica che ha svolto fino 1994), dove ha finito Mucca sacra (1991). Ha anche collaborato attivamente alla rivista Critica Culturale e in altri mezzi di stampa. Mentre risiedeva in Messico ha elaborato, insieme alla fotografa Pace Errázuriz, un libro di carattere documentale su amore e pazzia: L'infarto dell'anima, pubblicato nel 1994 (nel 2012 è stato l'opera fu portata in teatro dal direttore Luis Guenel con il titolo L'altro). L'anno seguente ha ricevuto il suo primo premio, il Premio José Noce Martín, conferito dall'Università Cattolica del Cile.
Tre romanzi di Eltit hanno fatto parte dell'elenco selezionato nel 2007 da 81 scrittori e critici latinoamericani e spagnoli per la rivista colombiana Settimana dei Cento migliori romanzi in castigliano degli ultimi 25 anni, ossia, a partire dal 1982: Lumpérica (Nº58), Il quarto mondo (Nº67) e I sorveglianti (Nº100). Per anni Eltit è stato candidata al Premio Nazionale di Letteratura di Cile, rifiutandosi di partecipare a campagne di promozione.
Nel1997, mentre era professoressa invitata alla Columbia University, a New York, ha terminato il suo romanzo I lavoratori della morte, inspirata al dramma greco. Nell'2002 ha pubblicato Manodopera, romanzo in cui, secondo Raquel Olea, presenta “una metafora esemplare della fagocitazione del soggetto pubblico e del discorso sociale nella società cilena odierna”. L'opera è diventata una rappresentazione teatrale, diretta da Alfredo Castro, e tradotta recentemente in greco.
Anche Mano e lettera romanzo pubblicato nel 2005, è stato adattato per il teatro. Diretta da Jorge Becker, è andato per la prima volta in scena nel gennaio del 2013 nel teatro Ladro di Biciclette a Santiago.
Dal 2008 fino il 2015 Eltit è stata giornalista di cultura e politica per il settimanale cileno The Clinic. Attualmente scrive i suoi articoli sul sito  El Desconcierto.
Nel 2012 la casa editrice spagnola Periferica ha siglato un accordo con Eltit per ripubblicare tutta la sua opera narrativa, cominciando dal romanzo Mai il fuoco mai (2007), anche questa teatralizzata da Alfredo Castro e messa in scena nel Teatro della Memoria. Dopo Periferica ha pubblicato Forze Speciali (2014). I libri sono parte della collezione Lunga ricorsa.
L'opera di Eltit è stata oggetto di numerosi studi, sia in spagnolo che in altre lingue. Casa delle Américas dedicò la sua Settimana di Autore nel 2002, e ad ottobre di 2006, venne organizzato nell'Università Cattolica di Cile Il Convegno Internazionale di Scrittori e Critici: Omaggio a Diamela Eltit, convegno che ha prodotto la pubblicazione Diamela Eltit: network locali, network globali (Iberoamericana, 2009), contenente i saggi scritti dai partecipanti all'incontro. I libri e i saggi sulla letteratura di Eltit scritti in spagnolo e inglese sono numerosi. Nel 2012, la professoressa di letteratura latinoamericana nell'Università di Orléans Catherine Pélage ha pubblicato un libro in francese sulla scrittrice: Diamela Eltit: Les déplacements du féminin ou la poétique in mouvement au Chili.
L'Università di Princeton ha acquisito nel 2013 l'archivio di Diamela Eltit, composto da manoscritti, corrispondenza e foto.
Opere di Eltit sono tradotte in inglese, francese, finlandese, portoghese, italiano e greco.

## Vita privata
Nel 1979 sposò il poeta Raúl Zurita, il cui matrimonio si concluse nel 1990. Nel 1998 ha contratto matrimonio con il politico socialista Jorge Arrate, ex-ministro dell'Industria mineraria del governo del presidente Salvador Allende e candidato presidenziale della sinistra cilena nel 2009.

## Opere
- Lumpérica, romanzo, Le Edizioni dell'Ornitorrinco, Santiago, 1983; descargable dal portale Memoria Cilena
- Per la patria, romanzo, Le Edizioni dell'Ornitorrinco, Santiago, 1986; descargable dal portale Memoria Cilena
- Il quarto mondo, romanzo, Pianeta, Santiago, 1988
- Il mio padre, libro di testimonianze, Francisco Zegers Editore, Santiago, 1989; descargable dal portale Memoria Cilena
- Mucca sacra, romanzo, Pianeta, Buone Arie, 1991
- Elena Caffarena: Il diritto a voce, il diritto a voto, prova, Casa di Cile in Messico, Messico, 1993
- L'infarto dell'anima, libro documentale, con fotografie di Pace Errázuriz, 1994
- I sorveglianti, romanzo, Sudamericana, Santiago, 1994
- Cronaca del suffragio femminile in Cile, prova, Servizio Nazionale della Donna SERNAM, Santiago, 1994; descargable dal portale Memoria Cilena
- I lavoratori della morte, romanzo, Seix Barral, Santiago, 1998
- Emergenze. Scritti su letteratura, arte e politica, prove, Pianeta, Santiago, 2000
- Manodopera, romanzo, Seix Barral, Santiago, 2002; scaricabile dal portale Memoria Cilena
- Pugno e lettera, su Carlo Prats, Seix Barral, Santiago, 2005. Anche se pubblicato dall'editoriale come romanzo, Eltit riconosce che non l'è: "Quello che sì gli posso dire taxativamente è che non è un romanzo, non l'è, oltre che l'editoriale includa sotto quello prisma".[17]
- Mai il fuoco mai, romanzo, Seix Barral, Santiago, 2007
- Segni vitali. Scritti su letteratura, arte e politica, prove, Edizioni UDP, Santiago, 2007
- Colonizzate, storia nell'antología Eccessi del corpo. Finzioni di contagio e malattia in Amsterdam Latina, Eterna Cadenza, Buone Arie, 2009
- Imposta alla carne, romanzo, Seix Barral, Santiago / Eterna Cadenza, Buone Arie, 2010
- Antología personale, editoriale dell'Università di Talca, 2012
- Forze speciali, romanzo, Seix Barral, Santiago, 2013
- Replicazioni. Scritti su letteratura, arte e politica, prove, Editoriale Pianeta, Santiago (2016)
- A macchina Pinochet e outros ensaios, libro di prove organizzate per Javier Guerriero e Pedro Meira Monteiro, tradotti al portoghese per questo ultimo, e-galáxia, Brasile, 2017
- Due sceneggiature, sceneggiature cinematografiche, Sangría Editrice, Santiago, 2017
- Sommare, romanzo, Seix Barral, Santiago, 2018

## Premi e riconoscimenti
- Borsa Guggenheim, 1985
- Borsa del Sociale Science Research Council (Stati Uniti), 1988, per investigare su Gabriela Mistral, María Luisa Bombal e Marta Brunet
- Premio José Noce Martín 1995 per I sorveglianti
- Nominata al Premio Altazor 2001 nella categoria di prova letteraria con Emergenze. Scritti su letteratura, arte e politica
- Premio Iberoamericano di Lettere José Donoso 2010[18]
- Nominata al Premio Altazor 2011 nella categoria di narrativa con Imposta alla carne
- Finalista del Premio Rómulo Galiziani 2011 con Imposta alla carne
- Premio Altazor 2014 nella categoria di narrativa per Forze speciali
- Mai il fuoco mai selezionato tra 25 migliori libri pubblicati in spagnolo negli ultimi 25 anni; pronta confeccionada per il suplemento letterario Babelia del diario  Il Paese di Spagna come risultato della votazione realizzata per 50 critici e di entrambi i lati dell'Atlantico in 2016
- Premio Municipale di Letteratura di Santiago 2017, categoria Prova, per Replicazioni. Scritti su letteratura, arte e politica[19]
- Premio Nazionale di Letteratura di Cile 2018[3]
- Premio Carlo Fonti 2021[20]
- Premio FIL di letteratura nelle lingue romanze 2021.[4]